# Get Up (NewJeansのアルバム)
『Get Up』（ゲットアップ）は、韓国の5人組女性アイドルグループ・NewJeansによる二枚目のミニアルバム。2023年7月21日にYG PLUSを通じてADORからリリースされた。

## 概要
『Get Up』は『OMG』以来6ヶ月ぶりにリリースされたNewJeansによるフィジカルアルバムである。タイトル曲は『Super Shy』『ETA』『Cool With You』の3曲。
7月7日にはアルバムの発売に先駆けて先行公開曲である『New Jeans』と『Super Shy』を収録した配信シングルがリリースされた。
アルバムの初動販売枚数は165万枚を超え、K-POP女性アーティストで歴代2位の初動成績を記録した。

## リリースマーケティング
6月19日、NewJeansの公式YouTubeチャンネルにて「Coming Soon! NewJeans 2nd EP 'Get Up'」というタイトルのショート動画を公開し、カムバックすることを発表した。また、アメリカの人気漫画「パワーパフガールズ」とコラボしたミュージックビデオが制作されたことや、7月7日に先行曲2曲を収録した先行シングルがリリースされたのち7月21日にアルバムリリースされることが発表された。同日にアルバムの予約販売が開始された。
6月26日、『ETA』のミュージックビデオの予告映像を公開。
6月27日、『ASAP』のミュージックビデオの予告映像を公開。
6月28日、アルバムの予告イメージを公開。
6月30日、アルバムのパックショットを公開。
7月1日、2日に開催されたファンミーティングにて『ETA』を初披露。
7月7日0時、パワーパフガールズとコラボした『New Jeans』のミュージックビデオを公開。
同日13時、『Super Shy』のミュージックビデオを公開。同時に、『New Jeans』と『Super Shy』を収録した先行シングルの配信を開始。
7月20日、『Cool With You』のミュージックビデオを公開。side Aとside Bの2つが公開され、side Bではエンディングに『Get Up』も流れる。
7月21日13時、アルバムの販売および配信を開始。同時に、『ETA』のミュージックビデオを公開。
7月26日、『ASAP』のミュージックビデオを公開。

## 収録曲
| #         | タイトル          | 作詞                                                                                                   | 作曲                                              | 時間  |
| --------- | ----------------- | --- | ------------------------------------------------- | ----- |
| 1.        | 「New Jeans」     | Gigi / Erika de Casier / Fine Glindvad Jensen / Haerin                                                 | Jinsu Park / Frankie Scoca                        | 1:49  |
| 2.        | 「Super Shy」     | Gigi / Donghyun Kim / Erika de Casier / Kristine Bogan / Danielle                                      | Frankie Scoca                                     | 2:35  |
| 3.        | 「ETA」           | Sungbeen Lim / Gigi / Ylva Dimberg                                                                     | 250                                               | 2:31  |
| 4.        | 「Cool With You」 | Gigi / Donghyun Kim / Erika de Casier / Fine Glindvad Jensen / Danielle                                | Jinsu Park / Frankie Scoca                        | 2:28  |
| 5.        | 「Get Up」        | freekind                                                                                               | 250                                               | 0:36  |
| 6.        | 「ASAP」          | Gigi / Erika de Casier / Fine Glindvad Jensen / Catharina Stoltenberg / Henriette Motzfeldt / Danielle | 250 / Catharina Stoltenberg / Henriette Motzfeldt | 2:14  |
| 合計時間: | 合計時間:         | 合計時間:                                                                                              | 合計時間:                                         | 12:10 |

## ミュージック・ビデオ
本アルバムの収録曲すべてのミュージックビデオが公開されている。

### New Jeans
アメリカの人気漫画であり、カートゥーン・ネットワークの人気アニメとしても知られる『パワーパフガールズ』とコラボしたミュージックビデオとなっている。実写とアニメーションを組み合わせた作品となっており、アニメーションシーンではメンバーそれぞれの個性や特徴が反映されたパワーパフガールズのキャラクターが登場し、いつも新しい試みを迷わない現実のNewJeansのように、ミュージックビデオの中のNewJeansも新しい世界と向き合い、冒険を続ける様子が描かれる。また、NewJeansのファンの総称である『バニーズ』を模したキャラクターも登場する。
公開後には全世界19ヶ国/地域のYouTube人気急上昇動画の上位にランクインするだけでなく、世界のポップ市場の中心であるアメリカでは人気急上昇動画1位を記録するなど話題を集めた。

### Super Shy
ポルトガルで撮影されたミュージックビデオは、広場、公園、街頭、市場など多様な空間でメンバーたちが様々な人と一緒に踊り、一つになる壮観を演出している。
パフォーマンスはワッキングの基本動作をベースに、反復的な動きで皆が簡単に真似できるようなスタイルが特徴となっており、SNSではこのパフォーマンスをコピーするダンスチャレンジ動画が多く投稿され話題となった。

### ETA
Appleとのコラボとして制作されたミュージックビデオとなっており、Appleの「iPhoneで撮影する」キャンペーンの一環として全編を通してiPhone 14 Proで撮影された。NewJeansのメンバーたちがパーティー会場で友人の彼氏が見知らぬ女性に近づく姿を目撃することから始まり、メンバーがiPhoneで彼氏の様子を撮影して友人に共有する姿などが描かれた。
当初は、Appleから「振り付け動画をiPhoneで撮らないか」というオファーを受けただけだったが、ADOR側が「どうせならミュージックビデオを作りましょう」とカウンタープロポーザルしたことによってコラボが実現した。
ミュージックビデオの他、iPhoneでの撮影の様子を使用したiPhone 14 ProのCMも制作され、韓国や日本などのAppleのホームページなどで公開された。

### Cool With You & Get Up
『Ditto』や『OMG』のミュージックビデオで監督を務めたシン・ウソクが監督を務め、Netflixドラマ『イカゲーム』への出演などで知られるモデル・女優のチョン・ホヨンを主演に迎えたミュージックビデオとなっている。チョン・ホヨンは、ギリシア神話に登場するプシュケーとエロースを現代的に脚色したミュージックビデオの中で、ある男を愛することになる「愛の神」エロースを演じた。また、香港の俳優トニー・レオンもサプライズで出演した。
side Aとside Bの2編が制作され、side Bのエンディングでは『Get Up』が流れる。

## 受容
アルバムの初動売上記録は販売1日目で119万枚を記録し、ミリオンセラーを達成した。最終日の7日目には165万枚を超え、K-POP女性アーティストで歴代2位の初動成績を記録した。
タイトル曲のひとつである『Super Shy』は、先行公開後の7月17日に発表されたMelOn、Genie、Bugs週間チャートで1位を獲得した。また、『Super Shy』と同時に先行公開されたプロローグ曲『New Jeans』は、Bugsの週間チャートで2位にランクインした。同日、『Super Shy』がビルボードの「グローバル200」「グローバル（米国を除く）」のいずれでも2位にランクインしたことが発表された。
7月18日、『Super Shy』がビルボードの「HOT 100」で66位にランクインしたことが発表され、自己最高順位を更新した。
7月23日、『Super Shy』が7月21日付でSpotifyのグローバルデイリートップソングチャートで4位にランクインし、本アルバム収録曲全てが同チャートにランクインしたことも発表された。また、日本では7月21日付の「オリコンデイリーアルバムランキング」で1位を獲得し、中国ではQQ Musicの「人気急上昇チャート」と「最新流行指数チャート」で『ASAP』が1位、「新曲チャート」で『Super Shy』が3位にランクインしたことも発表された。
7月24日、本アルバム収録曲全てがSpotifyの米国デイリートップソングにチャートインしたことが発表された。
8月2日、本アルバムがビルボード200で1位、『Super Shy』、『ETA』、『Cool With You』の３曲がビルボードの「HOT 100」にランクインしたことが発表された。K-POP女性アーティストとしては初の快挙となる。

## クレジット
AllMusic「Credits」欄に準拠。

## リリース日程
| 地域   | 日程          | フォーマット | 形態                              | レーベル                |
| ------ | ------------- | ------------ | --------------------------------- | ----------------------- |
| 韓国   | 2023年7月21日 | CD           | THE POWERPUFF GIRLS X NJ Box Ver. | - ADOR - HYBE - YG PLUS |
| 韓国   | 2023年7月21日 | CD           | Bunny Beach Bag Ver.              | - ADOR - HYBE - YG PLUS |
| 韓国   | 2023年7月21日 | CD           | Weverse Ver.                      | - ADOR - HYBE - YG PLUS |
| 全世界 | 2023年7月21日 | デジタル配信 | -                                 | - ADOR - HYBE - YG PLUS |